# Ctenochira angulata
Ctenochira angulata är en stekelart som först beskrevs av Thomson 1883.  Ctenochira angulata ingår i släktet Ctenochira och familjen brokparasitsteklar. Arten är reproducerande i Sverige. Inga underarter finns listade i Catalogue of Life.